# Vlky
Vlky es un municipio del distrito de Senec en la región de Bratislava, Eslovaquia, con una población estimada a final del año 2024 de 415 habitantes.
Se encuentra ubicado al sureste de la región, en el valle del río Morava y cerca de la frontera con la región de región de Trnava y con Austria.

## Demografía
| Año        | 1994 | 2004     | 2014    | 2024    |
| ---------- | ---- | -------- | ------- | ------- |
| Población  | 360  | 407      | 423     | 415     |
| Diferencia |      | +13,05 % | +3,93 % | −1,89 % |

| Año        | 2023 | 2024    |
| ---------- | ---- | ------- |
| Población  | 416  | 415     |
| Diferencia |      | −0,24 % |